# Christophe Walter
Christophe Walter est un footballeur français né le 26 janvier 1983 à Saint-Avold. Formé au FC Metz, il évolue au poste de milieu de terrain.

## Biographie
Formé au FC Metz, Christophe Walter remporte la Coupe Gambardella 2000-2001 face au SM Caen (2-0) puis la Coupe nationale des moins 17 ans quelques semaines plus tard face aux Girondins de Bordeaux (2-1). En parallèle, il poursuit sa scolarité au lycée Louis-de-Cormontaigne à Metz où il obtient son baccalauréat en 2001.
Christophe Walter dispute 12 matchs en Ligue 1 et 20 matchs en Ligue 2 avec le FC Metz.
Il joue également 4 matchs en Ligue des Champions avec l'équipe luxembourgeoise de Dudelange.
Il se reconvertit comme entraîneur en obtenant son DES en 2016, une licence en STAPS en 2018 puis un master en Métiers de l'Enseignement, de l'Éducation et de la Formation à l'université de Lorraine en 2020.

## Carrière
- 2002 - 2004 :  FC Metz
- 2004 - 2005 :  Stade de Reims (prêt)
- 2005 - 2007 :  FC Metz (réserve)
- 2007 - 2008 :  SV Elversberg
- 2008 - 2009 :  F91 Dudelange
- 2009 - 2012 :  FC Metz (réserve) + entraîneur des U10-11-12-13-14-15[2]

## Palmarès
- Vainqueur de la Coupe Gambardella en 2001 avec le FC Metz
- Champion de CFA2 (Groupe C) en 2010 avec le FC Metz
- Champion du Luxembourg en 2009 avec le F91 Dudelange